# Smaragden
Smaragden är en roman från 1939 av den svenske författaren Josef Kjellgren.
Romanen byggde på egna erfarenheter från sjömanslivet och är en kollektivroman om manskapet på fraktfartyget Smaragden som till slut går under på Östersjön. Som en bärande idé genomströmmas den framför allt av författarens starka övertygelse om gemenskaphetens betydelse. Tillsammans med Guldkedjan (1940) och Kamratskap mellan män (1947) bildar den en trilogi. En avslutande, aldrig fullbordad, del, Nu seglar jag, utkom postumt 1948.